# مايك مارشال (موسيقي)
مايك مارشال (بالإنجليزية: Mike Marshall)‏ هو موسيقي أمريكي، ولد في 17 يوليو 1957 في نيو كاسل في الولايات المتحدة.

## وصلات خارجية
- مايك مارشال على موقع ميوزك برينز (الإنجليزية)
- مايك مارشال على موقع أول ميوزيك (الإنجليزية)
- مايك مارشال على موقع ديسكوغز (الإنجليزية)